# Arthur Giesl von Gieslingen
Arthur Freiherr Giesl von Gieslingen (19 de junio de 1857 en Cracovia - 3 de diciembre de 1935 en Viena) fue un general austríaco durante la Primera Guerra Mundial.
Arthur Giesl von Gieslingen nació en Cracovia en 1857, como el hijo del general Heinrich Karl Giesl von Gieslingen. Era el hermano mayor de Wladimir Giesl von Gieslingen.
Después de ser educado en la Academia Militar Teresiana, Giesl von Gieslingen fue situado en un regimiento de dragones en 1875. Entre 1877-1887 Giesl von Gieslingen trabajó para la inteligencia militar austriaca, el Evidenzbureau. En 1887 se convirtió en oficial de ordenanza del Príncipe de la Corona Rodolfo. En el incidente de Mayerling, fue uno de los pocos que vio los cuerpos fallecidos del Archiduque y su amante María Vetsera. En 1891 pasó a ser adjunto del emperador Francisco José I de Austria.
En 1898 Giesl von Gieslingen encabezó el Evidenzbureau (1898-1903). En 1903 se convirtió en comandante de una brigada de infantería y fue promovido a mayor-general. En 1905 pasó a ser comandante de la Academia Militar Teresiana. En 1907 fue promovido a Teniente Mariscal de Campo. En 1910 se le dio el mando de la 29.ª división de infantería en Theresienstadt.
En 1912 Giesl von Gieslingen se convirtió en comandante del VIII Cuerpo en Praga, donde tenía como jefe de Estado Mayor a un viejo colaborador de sus días en el Evidenzbureau, el coronel Alfred Redl, quien en 1913 fue desenmascarado como espía ruso. De hecho Giesl había mandado a Redl en 1902 que encontrara la filtración (del propio Redl) de una copia de los planes de guerra austrohúngaros que habían aparecido en manos rusas. Redl se cree que filtró todos los planes de guerra austríacos y los esquemas de movilización, así como los nombre de los espías austríacos en Rusia al servicio secreto ruso, posiblemente obstaculizando severamente los posteriores esfuerzos de guerra austríacos.
Al estallar la Primera Guerra Mundial, el VIII Cuerpo de Giesl fue situado en el frente serbio. Tras reveses contra los serbios Giesl von Gieslingen fue retirado de la reserva con el rango de general der kavallerie. Llamado de nuevo al servicio activo en 1917, fue asignado al personal del comandante de los servicios de reemplazo hasta el fin de la guerra. Murió en 1935 en Viena.